# Jovanotti
Jovanotti, właśc. Lorenzo Cherubini (ur. 27 września 1966 w Rzymie) – włoski wokalista, jeden z najbardziej znanych muzyków śpiewających włoski pop/rap.
Stał się sławny w latach osiemdziesiątych pod egidą Claudio Cecchetto. Po mieszance rapu oraz muzyki dyskotekowej, w której odnosił pierwsze sukcesy, Jovanotti dość szybko zmienił swój styl zbliżając się stopniowo do muzyki światowej. Wraz ze zmianą muzycznego nastroju zachodzi również zmiana tematów piosenek, które, wraz z upływem czasu, dotykają problemów filozoficznych, religijnych i politycznych. Jednocześnie wzrasta jego zaangażowanie w sprawy społeczne i polityczne. Stał się pacyfistą, często współpracuje z organizacjami, takimi jak: Emergency oraz Amnesty International.

## Życiorys
Lorenzo Cherubini urodził się w Rzymie 27 września 1966 roku. Jest trzecim z czworga dzieci Mario i Violi Cherubinich – pozostali: Umberto, pilot helikopterów, zginął w 2007 roku w wyniku wypadku powietrznego, Bernardo, który pracował jako aktor (np. film Panarea) oraz prezenter, oraz siostra Anna. Jego rodzina jest pochodzenia toskańskiego, pochodzi z Cortony, w prowincji Arezzo. W latach dzieciństwa Lorenzo często powracał do swoich rodzinnych stron. Obecnie jest honorowym mieszkańcem Cortony.
W latach 90. przyłączył się do artystów współpracujących z Luciano Pavarottim przy tworzeniu płyty „Pavarotti & Friends. Together for the Children of Bosnia”. Współpracowali na rzecz pokoju i biednych dzieci. Utwory wykonane przez Jovanotti to „Serenata Rap” (z Pavarottim) i „Penso Positivo”. Było też wspólne wykonanie „Nessun dorma”.
Szóstego września 2008 roku ożenił się z Francescą Valiani, z którą wiele lat wcześniej miał córkę, Teresę, urodzoną 13 grudnia 1998 roku. Prawdopodobnie to właśnie córce zadedykował piosenkę „Per te”.

## Dyskografia
- 1988 Jovanotti for President
- 1989 La mia moto
- 1989 Jovanotti Special
- 1990 Giovani Jovanotti
- 1991 Una tribù che balla
- 1992 Lorenzo 1992
- 1994 Lorenzo 1994
- 1995 Lorenzo 90-95
- 1997 Lorenzo 1997 – L’albero
- 1999 Lorenzo 99 – Capo Horn – 10. miejsce na listach w Szwajcarii i 24. miejsce w Austrii
- 2000 Lorenzo live – Autobiografia di una festa
- 2001 Pasaporte – Lo mejor de
- 2002 Lorenzo 2002 – Il quinto mondo
- 2003 Collettivo Soleluna – Roma (Projekt alternatywny)
- 2004 Jova Live 2002 (Dostępny tylko na iTunes)
- 2005 Buon Sangue – 280 000+ sprzedanych płyt[1], 1.miejsce na listach we Włoszech, 9. miejsce w Szwajcarii.
- 2008 Safari – 550 000+ sprzedanych płyt[2], 1.miejsce na listach we Włoszech, 4. miejsce w Szwajcarii.
- 2009 OYEAH
- 2011 Ora – 400 000+ sprzedanych płyt, 1. miejsce na listach we Włoszech, 2. miejsce w Szwajcarii i 69. miejsce w Austrii.
- 2012 Lorenzo in concerto per Jovanotti e Orchestra
- 2012 Italia 1988-2012
- 2012 Backup – Lorenzo 1987-2012
- 2013 Lorenzo negli stadi
- 2015 Lorenzo 2015 CC – 250 000+ sprzedanych płyt, 1. miejsce na listach we Włoszech, 3. miejsce w Szwajcarii i 62. miejsce w Belgii (Walonii).
- 2015 Live 2184
- 2016 L’estate addosso (Original Motion Picture Soundtrack)
- 2017 Oh, vita! – 150 000+ sprzedanych płyt, 1. miejsce na listach we Włoszech.